# Fractured
Fractured (Nederlands: gebroken) is het vijfde studioalbum van Lunatic Soul, de eenmansband van Mariusz Duda. Het werd opgenomen in de Serakos Studios in Warschau, thuisbasis van de band als ook van Duda's andere band Riverside.
Het album staat in het teken van het volwassen worden. Duda verloor in de voorafgaande periode zijn vader aan een verkeersongeluk en zijn vriend en gitarist van Riverside Piotr Gruzinski. Duda probeerde de bijbehorende emoties te kanaliseren tot nummers. Hij vond na afloop dat met het verlies zijn jeugd definitief was afgelopen (hij was 40 tijdens de opnamen). De titel verwijst zowel naar het gebroken zijn naar aanleiding van het verlies als ook het breken met het verleden (zijn jeugd). De titel is tevens verwerkt in de hoes, die gebroken glas laat zien met scherpe randen, een weergave naar een wat scheper klinkende muziek op Fractured.
Duda greep naar eigen zeggen met zijn muziek hier terug op de jaren tachtig en hoorde sporen van Depeche Mode in zijn eigen werk, net als van Peter Gabriel. Anderen wezen hem op gelijkenis met de muziek van David Sylvian.     

## Musici
- Mariusz Duda – toetsinstrumenten, basgitaar en akoestische gitaar, piccolobasgitaar, percussie, programmeerwerk en zang
- Wawryniec Dramowicz – drumstel
- Marcin Odynic – saxofoon (tracks 4, 6, 9)
- Sinfonietta Consonus Orchestra onder leiding van Michal Mierzejewski (tracks 3 en 6), opgenomen in de 34 studio te Gdansk

## Muziek
| Nr. | Titel                                   | Duur  |
| --- | --------------------------------------- | ----- |
| 1.  | Blood on the Tightrope (Duda)           | 7:20  |
| 2.  | Anymore (Duda)                          | 4:37  |
| 3.  | Crumbling Teeth and the Owl Eyes (Duda) | 6:41  |
| 4.  | Red Light Escape (Duda)                 | 5:44  |
| 5.  | Fractured (Duda)                        | 4:36  |
| 6.  | A Thousand Shards of Heaven (Duda)      | 12:18 |
| 7.  | Battlefield (Duda)                      | 9:05  |
| 8.  | Moving on (Duda)                        | 5:14  |

Anymore gaat over het verloren gaan van contact; je wil je verhaal kwijt maar er volgt geen reactie meer ("You don’t talk anymore"). In Crumbling Teeth and the Owl Eyes probeert hij zijn dochters droom te vangen, die zijn eigen slapeloosheid en nachtmerries moeten verdrijven. Moving on (doorgaan) spreekt voor zich.   